# Hylomyscus anselli
Hylomyscus anselli — вид гризунів з роду Hylomyscus. Був описаний в 1979 році. Ареал: Ангола, Танзанія, Замбія. На підставі поточної літератури вважається, що він має діапазон висот між 1220–2300 метрів в афрогірських лісах.

## Морфологічна характеристика
Це невеликий гризун з довжиною голови й тулуба від 95 до 109 мм, довжиною хвоста від 141 до 159 мм, довжиною лапи від 20 до 22 мм, довжиною вух від 19 до 21 мм і вагою до 35 грамів. Спинні частини темно-коричневі, а черевні сірувато-білі. Хвіст набагато довший за голову й тулуб. Вуха та очі великі по відношенню до голови. П'ятий палець протилежний і майже такий же довгий, як інші.

## Поведінка
Це деревний і нічний вид.

## Загрози й охорона
Обмежене передгірськими та гірськими лісами, це середовище існування перебуває під загрозою через лісозаготівлю, видобуток деревного вугілля, вирубку лісів для сільського господарства та некерований видобуток ресурсів.
Відомого плану збереження цього виду немає. Його розповсюдження не перекриває жодних природоохоронних територій.